# Transporte aéreo en España
Se considera transporte aéreo al servicio cuyo fin sea el traslado de un lugar a otro de pasajeros y/o carga, mediante la utilización de una aeronave.
En la categoría de aeronave se cuentan los aerodinos, aeronaves más pesadas que el aire y, por lo tanto, las únicas capaces de generar sustentación (avión, helicóptero), y los aeróstatos aeronaves más livianas que el aire, por lo que no generan sustentación (globo aerostático).    
El transporte aéreo es la modalidad más regulada en el globo terrestre, a raíz de la II Guerra Mundial, la mayoría de los países del mundo suscribieron el Convenio de Chicago en 1944 en donde se sentaron las bases de las regulaciones del transporte aéreo. El transporte aéreo es el más seguro de todos los medios de transporte. Los adelantos de la navegación aérea, de las telecomunicaciones y de las facilidades electrónicas han permitido que la aviación haya progresado maravillosamente. 
Al desarrollarse en el medio aéreo, goza de la ventaja de la continuidad de éste, que se extiende sobre tierra y mar, pero se ve limitado por la necesidad de contar con costosas infraestructuras y el mayor coste económico que otros transportes.
El transporte aéreo tiene siempre fines comerciales. A los fines militares, éste se incluye en las actividades de logística.
Dentro del ámbito civil, el servicio de transporte aéreo puede ser regular y no regular. Las líneas aéreas se caracterizan por estar sujetas a itinerarios, horarios y frecuencias, independientemente de la demanda que posean. Los servicios no regulares son también conocidos como "a demanda" (en inglés "on demand"). Se prestan servicios de transporte de pasajeros y carga, conocidos en su conjunto como industria aerocomercial.
El rápido desarrollo del transporte aéreo, en paralelo con lo que ocurre en los países más avanzados de nuestro entorno, es uno de los elementos más característicos de la evolución reciente del sistema español de transporte. El crecimiento en los niveles de renta, unido a cambios en la organización espacial de las  actividades económicas han contribuido a incrementar la demanda de transpone aéreo tanto de personas (demanda turística, profesional, de negocios) como de mercancías (bienes perecederos o valiosos). Este incremento del tráfico se produce en  el contexto de la desregulación y liberalización llevada a cabo por la Unión Europea  entre 1988 y 1997, que ha dado libertad a las compañías aéreas comunitarias para explotar cualquier ruta, incluidas las interiores de un país de la Unión.
El espectacular crecimiento del tráfico aéreo de pasajeros en los últimos años, y en menor medida el de mercancías, resulta muy ilustrativo. El Ministerio de Fomento prevé incrementos aún superiores para la primera década del siglo XXI, lo que llevaría a corto plazo a duplicar la cifra actual de pasajeros. Este crecimiento es sensiblemente más rápido en los vuelos internacionales, como reflejo de la creciente integración de España en la economía europea y global y de la especial idoneidad del transporte aéreo para canalizar la movilidad de persona y de mercancías valiosas a escala internacional e intercontinental.
Este gran incremento del tráfico de viajeros no ha alterado significativamente el ranking aeroportuario español a finales de los años noventa: no obstante es posible detectar algunas tendencias de cambio. Los aeropuertos de Madrid y Barcelona mantienen su preeminencia (con aproximadamente 50 y 30 mll. de pasajeros/año respectivamente) y experimentan fuertes incrementos de pasajeros, al reforzarse su papel como hubs (hub: aeropuerto que actúa como un punto focal de las redes de tráfico aéreo para la coordinación de vuelos desde y hacia otros aeropuertos). A esta función, tradicionalmente desempeñada por Madrid se ha incorporando también Barcelona.
Los aeropuertos que canalizan los principales flujos turísticos captan más de la mitad del tráfico. Deben su incremento de pasajeros al tráfico internacional (Turismo europeo de Sol y playa, comunicaciones península-islas y comunicaciones centro peninsular-periferia peninsular), tanto en los destinos más tradicionales (Palma de Mallorca, Málaga-Costa del Sol, Gran Canaria, Alicante, Tenerife Sur) como en otros de desarrollo más reciente pero con grandes crecimientos relativos (Gerona, Lanzarote, Ibiza, Tenerife Norte, Fuerteventura, Menorca, Reus, La Palma, Murcia, Jerez de la Frontera).

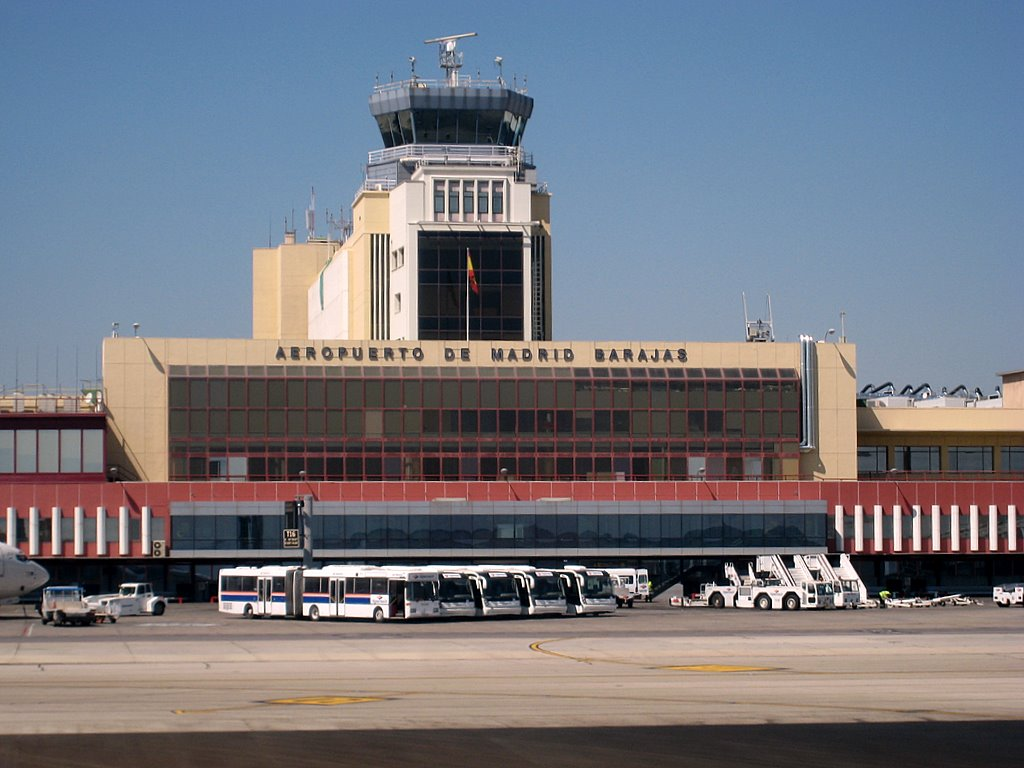
En la imagen el aeropuerto de Madrid-Barajas.

Además de éstos, solo tienen un tráfico significativo algunos aeropuertos de índole regional, ligados a importantes áreas metropolitanas, en los que el grueso del tráfico es nacional (Bilbao, Valencia, Sevilla, Santiago de Compostela, Asturias, Zaragoza). La diferente evolución de cada uno de estos aeropuertos puede relacionarse con el dinamismo económico de su región y con la existencia o no de modos de transporte alternativos de calidad con el resto de España. No obstante, es probable que, si se desarrollan los planes previstos de modernización de los ferrocarriles, el futuro de algunos de estos aeropuertos regionales (Valencia, Bilbao, Asturias, Santander, Santiago de Compostela...) quede comprometido al perder buena parte de su tráfico nacional, como ya ha sucedido en Sevilla con el AVE.
A diferencia de lo que ocurre en los viajeros, el creciente tráfico aéreo de mercancías sí está acompañado de cambios notables en su distribución espacial. Aunque Madrid y Barcelona siguen captando la mayor parte del tráfico (con unas 325 y 100 mil toneladas/año respectivamente), el aeropuerto de Zaragoza apoyado en la Plataforma Logística de Zaragoza (PLAZA) (mayor plataforma logística del sur de Europa), en su situación central en el cuadrante N.E. de la península y en las infraestruturas carreretars y ferroviarias, juega un papel cada vez más importante como base logística (36 mil toneladas en 2009), tras estos aeropuertos, solo Vitoria, Gran Canaria, Tenerife Norte y Mallorca tienen alguna entidad.
El rápido incremento del tráfico está presionando sobre las infraestructuras aeroportuarias que llegan a saturarse ante determinados picos de demanda. Especialmente en los aeropuertos que actúan como hubs o que presentan una mayor intensidad de tráfico. Por ello, las cuantiosas inversiones públicas propuestas por el Ministerio de Fomento se centran en incrementar la capacidad de los aeropuertos de Madrid y Barcelona y de los principales aeropuertos turísticos (Canarias, Baleares, Málaga y Alicante). Estas inversiones deberían permitir asumir el fuerte incremento de tráfico previsto a corto plazo.
- Datos: Q5687870